# Superfície cònica

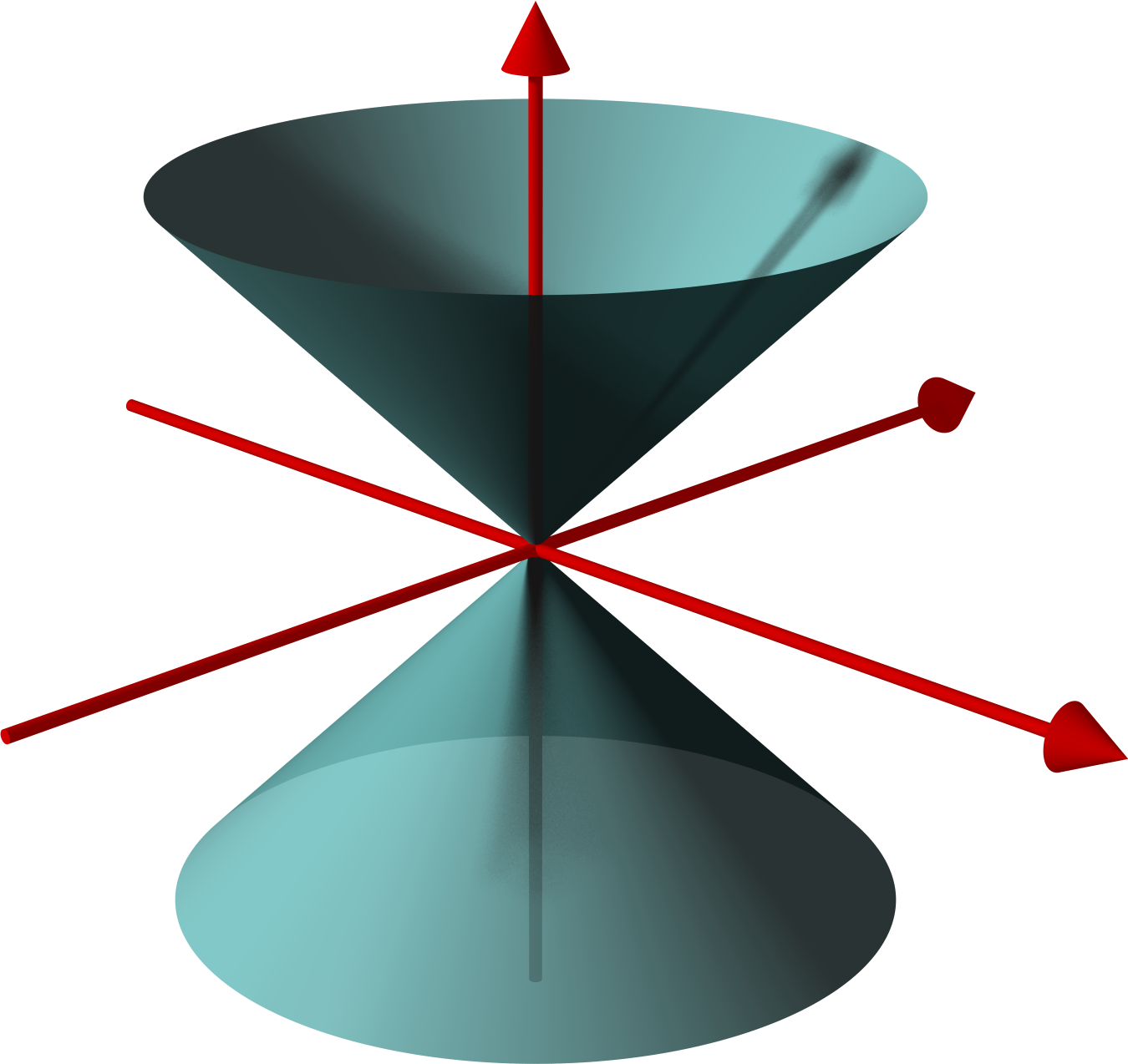
Doble con

Una superfície cònica és una superfície il·limitada formada per la unió de les rectes que passen per un punt fix, anomenat vèrtex, i per cada un dels punts d'una corba fixa, anomenada directriu, que no conté el vèrtex. Cada una d'aquestes línies rectes s'anomena generatriu de la superfície. En general, una superfície cònica consisteix en dues meitats il·limitades idèntiques i simètriques unides pel vèrtex. Una superfície cilíndrica es pot imaginar com un cas particular de superfície cònica amb el vèrtex a l'infinit, és a dir, amb les generatrius paral·leles.
El cos sòlid anomenat con es forma quan una superfície cònica que tingui una circumferència per directriu es talla amb un pla que talla totes les generatrius. S'anomena base del con la figura plana que delimita l'extrem del con, i eix del con a la recta que uneix el vèrtex amb el centre de la base. La base serà un cercle o una el·lipse segons si el pla secant era perpendicular o oblic respecte l'eix del con.
Quan l'eix és perpendicular a la base i, per tant, la base és un cercle, la figura s'anomena con recte, i es pot imaginar com el cos format per la revolució d'un triangle rectangle sobre un dels seus catets com a eix de revolució.